# LGA 1567
Le LGA 1567 ou Socket LS, est un socket CPU d'Intel utilisé pour le segment des serveurs haut de gamme. Il dispose de 1567 contacts saillants qui entrent en contact avec les pads du processeur. Il prend en charge les processeurs Nehalem, nom de code Beckton, Xeon 7500 et Xeon 6500 sortis pour la première fois en mars 2010. La série de processeurs 6500 est évolutive jusqu’à 2 sockets, tandis que la série 7500 est évolutive jusqu’à 4/8 sockets sur une carte mère support. Dans ce segment de serveurs, il s’agit d’un successeur du socket 604, qui a été lancé pour la première fois en 2002. Une modification du LGA 2011, le LGA 2011-1 ou Socket R2, est un successeur du LGA 1567.
Plus tard, la série Xeon E7 utilisant l’architecture Westmere-EX a réutilisé le même socket.
Dell fabrique également le module propriétaire « FlexMem Bridge » qui s’installe dans deux des sockets LGA 1567 de certains serveurs PowerEdge pour permettre l’utilisation d’emplacements de mémoire supplémentaires avec seulement deux processeurs installés,.